# Rhyll
Rhyll is een plaats in de Australische deelstaat Victoria en telt 503 inwoners (2006).